# Škrabče
Škrabče je naselje u slovenskoj Općini Bloki. Škrabče se nalazi u pokrajini Notranjskoj i statističkoj regiji Notranjsko-kraškoj. 

## Stanovništvo
Prema popisu stanovništva iz 2002. godine naselje je imalo 16 stanovnika.